# Leon Tafirenyika
Leon Tafirenyika (* 24. Februar 1999) ist ein simbabwischer Sprinter.

## Sportliche Laufbahn
Erste internationale Erfahrungen sammelte Leon Tafirenyika 2015 bei den Jugendafrikameisterschaften in Réduit, bei denen er im 400-Meter-Lauf in 49,51 s den vierten Platz belegte. 2018 schied er bei den U20-Weltmeisterschaften in Tampere mit 47,55 s in der ersten Runde aus und erreichte mit der simbabwischen 4-mal-400-Meter-Staffel in 3:09,68 min nicht das Finale. Anschließend schied er bei den Afrikameisterschaften in Asaba mit 48,13 s im Vorlauf aus und gelangte mit der 4-mal-100-Meter-Staffel in 39,37 s auf den vierten Platz. 2019 erreichte er bei der Sommer-Universiade in Neapel über 400 Meter das Halbfinale, in dem er mit 47,32 s ausschied. Auch im 200-Meter-Lauf gelangte er bis in das Halbfinale, konnte dort seinen Lauf aber nicht beenden. Anschließend schied er bei den Afrikaspielen in Rabat mit 47,73 s in der Vorrunde aus und belegte mit der 4-mal-400-Meter-Staffel in 3:12,41 min den achten Platz.

## Bestleistungen
- 200 Meter: 21,42 s (−0,8 m/s), 10. Juli 2019 in Neapel
- 400 Meter: 47,07 s, 8. Juli 2019 in Neapel